# Robert Kovařík
Robert Kovařík (* 11. srpna 1969) je bývalý prostějovský hokejista. Pod pseudonymem Robert Van Damme účinkoval jako „gay-for-pay“ v amerických gay pornografických filmech, působil i jako režisér a producent.

## Biografie

### Hokej
V 90. letech 20. století byl hráčem hokejového HKC Prostějov, s nímž postoupil do první ligy. Později hrál za Vyškov.

### Trestní stíhání
Policie jej obvinila ze série loupeží a krádeží. Měl být hlavou několikačlenné skupiny, která kromě jiného v březnu 2000 přepadla bankovní vůz, střelila řidiče a ukradla 2,3 milionu korun. Dva roky strávil ve vazbě, z níž byl poté propuštěn.
V roce 2003 odjel do Spojených států amerických. Následně byl v České republice v nepřítomnosti odsouzen na deset let odnětí svobody za trojnásobnou loupež a dvojnásobnou krádež s celkovou škodou převyšující pět milionů korun. Z USA Robert Kovařík sdělil, že se v Prostějově sice zabýval obchodem s kradenými auty, ale za loupežnými přepadeními prý nestál.
Krajský soud v Brně na něj v roce 2006 vydal mezinárodní zatýkací rozkaz. Policie v USA jej dvakrát zatkla, poprvé kvůli domácímu násilí v květnu 2010, podruhé v červenci 2012. V březnu 2013 povolilo americké ministerstvo zahraničí a příslušný soud deportaci a v květnu byl vydán do České republiky.
Dne 16. září 2013 byl u Krajského soudu v Brně obnoven proces. Kovaříkovu žádost o propuštění z vazby soud odmítl, vyhověl však jeho žádosti o opětovné předvolání 11 svědků. Další jednání soudu proběhla v listopadu a v lednu následujícího roku. Dne 21. března 2014 pak soudní senát vynesl rozsudek. Ačkoli konstatoval, že během vyšetřování došlo k několika pochybením policie, neuvěřil Kovaříkově verzi a označil ho za vůdce skupiny. Ta podle soudu provedla loupežná přepadení v roce 1999 i 2000 i dvě vloupání v Olomouci a Plumlově v roce 2000. Kovaříka potrestal odnětím svobody na devět a půl roku ve věznici se zvýšenou ostrahou. Oproti původnímu rozsudku tedy zkrátil trest o půl roku. Přikázal mu také uhradit polovinu ze škody 2,3 milionu korun (druhou polovinu přikázal k úhradě druhému odsouzenému, Davidu Zachovi). Kovařík se proti rozsudku odvolal k Vrchnímu soudu v Olomouci.

### Pornografie
V USA mezitím působil jako herec v gay pornografii, a to obvykle ve velmi dominantní aktivní roli (tzv. „power top“). Už v roce 2003 si osvojil herecký pseudonym Robert Van Damme.
Jeho prvním domovským studiem bylo Blue Blake Productions, ačkoli první dlouhohrající film The Hunted natočil v roce 2005 pro studio Mustang (Falcon). Točil také pro studia Hot House Entertainment, David Forest Entertainment, Lucas Entertainment a další. Účinkoval v roli policisty ve filmu Justice (2006), ověnčeném cenou Grabby Awards. Pro studio Dominic Ford účinkoval v parodickém pornografickém filmu Whorrey Potter & the Sorcerer's Balls, který byl natočen trojrozměrnou technologií v roce 2010 a vyhrál Grabby Award i GayVN Award v kategorii nejlepší sexuální komedie. Studio Hot House mu v roce 2008 vydalo vlastní výběrovou kompilaci Robert Van Damme Collection ze scén natočených v letech 2005–2006.
Od února 2009 vedl vlastní studio Robert Van Damme Productions (či RVD Films), v němž režíroval a produkoval pornografické filmy. Prvním počinem tohoto studia a Roberta Kovaříka coby režiséra se stal v březnu 2009 film Robert Van Damme’s Private Party, na němž spolupracoval s režisérem Ginem Colbertem. Téhož roku byl uveden na zeď slávy Grabby Awards. Provozovatel magazínu XX Factor jej při vyhlášení cen Hard Choice Awards označil za režisérského nováčka roku 2009 a nominoval jej i v kategoriích účinkujícího roku a amerického režiséra roku. Jednou z deseti nejlepších sexuálních scén vyhlásil také scénu z filmu Robert Van Damme’s Private Party 3, v níž účinkoval společně s Tylerem Saintem. Ačkoli do té doby vystupoval výhradně v aktivních a maskulinně dominantních rolích, právě v této scéně se objevil poprvé i v pasivní roli. Mezi herce studia RVD patří např. Matthew Rush či Arpad Miklos. Na jaře 2010 studio začalo distribuovat svou tvorbu také prostřednictvím VOD serveru GayMovies.com.

#### Herecká filmografie
Robert Van Damme točil nejčastěji pro studia Big Blue, Hot House a vlastní RVD:
Big Blue Productions
- Cowboy Rides Again (2004)
- Muscleman Moving Company 1 (2004)
- Young Gods (2005)
- The Muscle Pit (2007)

Hot House Entertainment
- At Your Service (2005)
- Trunks 2 (2005)
- Tony Mecelli Collection (2005)
- Full Throttle (2006)
- Black 'n' Blue (2006–2007)
- Justice (2006)
- Manhunt 2.0 (2006)

Robert Van Damme Productions
(Tyto filmy představují zároveň i jeho kompletní režisérskou filmografii.)
- Muscle Gods Celebration: The Best of Robert Van Damme (2008)
- Anal Intruder (2008)
- Private Party 1–3 (2008–2009)
- Butt Bouncers (2009)
- Cocks in Paradise (2009)
- Dirty Muscle (2010)
- Fire Island Beef (2011)
- The Real Escorts of America (2012)

Další studia
Méně často nebo jen jednorázově pracoval i pro řadu dalších studií. Z nich pro ta nejvýznamnější natočil:
- The Hunted (2005, Mustang Studios)
- Beefcake (2006, Falcon)
- Whorrey Potter & the Sorcerer's Balls (2010, Dominic Ford)
- All Star Studs (2011, Lucas Entertainment
- Gentlemen 3: Executives (2011, Lucas Entertainment)
- Big Dicks at School 3 (2012, MEN.com)
- Jizz Orgy 1 (2012, MEN.com)
- Str8 to Gay 5 (2012, MEN.com)